# Municipalità di Zestaponi
La municipalità di Zestaponi (in georgiano ზესტაფონის მუნიციპალიტეტი?) è una municipalità georgiana dell'Imerezia.
Nel censimento del 2002 la popolazione si attestava a 76.208 abitanti. Nel 2014 il numero risultava essere 57.628.
La città di Zestaponi è il centro amministrativo della municipalità, la quale si estende su un'area di 423 km².

## Popolazione
Dal censimento del 2014 la municipalità risultava costituita al 99,54% da persone di etnia georgiana.

## Monumenti e luoghi d'interesse
- Zestaponi
- Shorapani
- Monastero di Tabakini